# Línea Este del Metro de Fortaleza

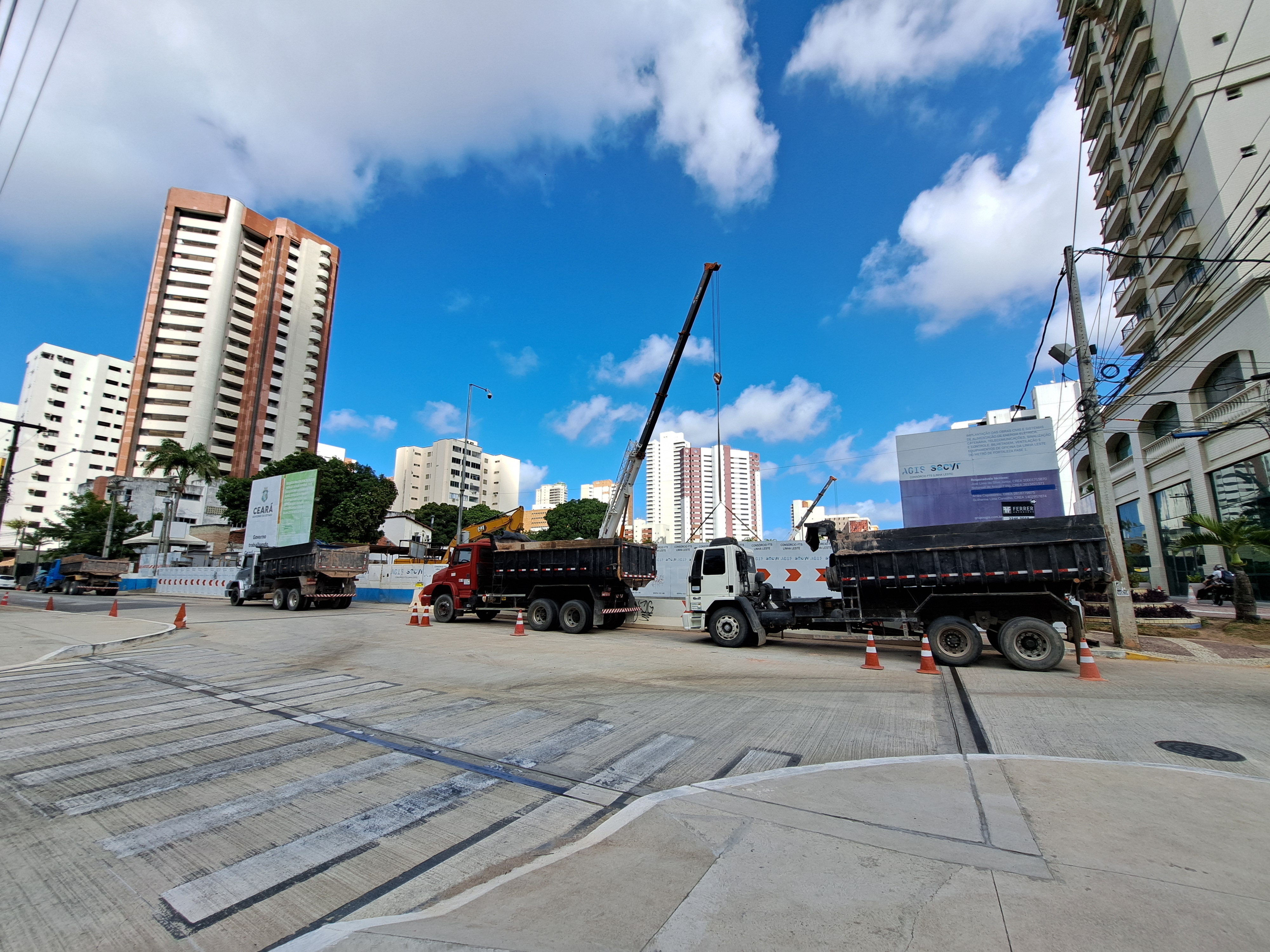
Sitio de construcción de la estación Nunes Valente de la Línea Este del Metro de Fortaleza visto desde la intersección de la Avenida Santos Dumont y la Rua Nunes Valente.

La Línea Este: Chico da Silva ↔ Edson Queiroz será una de las líneas del Metro de Fortaleza.

## Historia
La Línea Este está en construcción esperando estar lista en 2019 con un presupuesto cercano a los 3.500 millones de reales. La línea es totalmente subterránea con un trazado de 12,4 kilómetros de extensión. La obra realizará la conexión entre el Centro, partiendo de la estación Chico da Silva, hasta la estación Edson Queiroz, en el barrio Edson Queiroz.
Las máquinas que van construir los túneles son llamadas Tuneladoras o shield, también conocidas con el apodo técnico como “tatuzão”. Para conocer de cerca esa tecnología, el gobernador del Estado, Cid Gomes, el secretario de Infraestructura, Adail Fontenele, y el presidente de Metrofor, Rômulo Fortes, visitaron a cuatro fabricantes de ese tipo de equipamientos. Estas máquinas fueron adquiridas por el Gobierno del Estado, a través de Seinfra, al precio de 128,2 millones de reales. Los equipamientos son fabricados por la empresa norteamericana The Robbins Company, que ganó una licitación ocurrida en mayo de 2012.
Los dos primeros equipamientos — de un total de cuatro — para la construcción de la línea realizaron las pruebas en fábrica entre mayo y junio de 2013. Posteriormente, los equipamientos fueron embarcados a Brasil llegando al Puerto de Pecém a finales de julio de 2013. La distancia entre cada estación será de aproximadamente 900 metros. En total son trece estaciones que componen la Línea Este, estas son Chico da Silva, Sé, Luiza Távora, Colegio Militar, Nunes Valente, Leonardo Mota,Papicu, HGF, Ciudad 2000, Bárbara de Alencar, CEC, Edson Queiroz. La estación Colegio militar fue la primera en comenzar sus obras el 15 de agosto de 2014.

## Estaciones
| Sigla | Estación              | Comentarios                                                                   |
| ----- | --------------------- | ----------------------------------------------------------------------------- |
| ---   | Central-Xico da Silva | En funcionamiento, integración gratuita con las Líneas Sur y Oeste del Metro. |
| ---   | Sé                    | En construcción.                                                              |
| ---   | Colégio Militar       | En construcción.                                                              |
| ---   | Luiza Távora          | En estudio.                                                                   |
| ---   | Nunes Valente         | En construcción.                                                              |
| ---   | Leonardo Mota         | En construcción.                                                              |
| ---   | Papicu                | En construcción, futura integración gratuita con la Línea Mucuripe del Metro. |
| ---   | H.G.F                 | En construcción.                                                              |
| ---   | Ciudad 2000           | En construcción.                                                              |
| ---   | Centro de Eventos     | En construcción.                                                              |
| ---   | Edson Queiroz         | En construcción.                                                              |